# École technique supérieure d'architecture de Madrid
L'École technique supérieure d'architecture de Madrid (en espagnol : Escuela Técnica Superior de Arquitectura de Madrid ou ETSAM), est l'école d'architecture de l'université polytechnique de Madrid (UPM), en Espagne. Elle prépare et octroie le titre d'architecte, et remet des doctorats et autres masters. Créée en 1844 sous le nom d'Escuela Especial de Arquitectura de Madrid (« École Spéciale d'Architecture de Madrid »), elle est l'école d'architecture la plus ancienne d'Espagne. L'édifice actuel a été inauguré en 1936 et compte une bibliothèque très fournie qui bénéficie de divers fonds. Le centre est situé sur l'Avenue Juan de Herrera, 4, dans la Cité universitaire de Madrid (es) et compte 5 371 élèves en 2012, faisant d'elle l'école avec le plus grand nombre d'élèves de l'UPM. Elle est reconnue comme l'une des meilleures écoles d'architecture du monde.

## Histoire

### Histoire et évolution de l'École

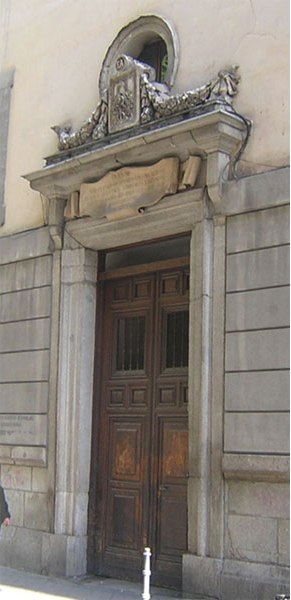
Entrée de l'ancien siège de l'école, l', dans la rue des Estudios, à Madrid.

Philippe V, premier monarque Bourbon espagnol, suit l'exemple des académies françaises et fonde en 1744 la Real Academia de las Tres Nobles Artes (« Académie Royale des Trois Arts Nobles » que sont la peinture, la sculpture et l'architecture), qui organise des études d'architecture en 1752. Ferdinand VI approuve les statuts de l'école en 1757 et délivre dès lors le titre officiel d'architecte, qui remplace le titre que délivraient auparavant les corporations.
Les cours du titre officiel d'architecture de l'Académie royale des beaux-arts de San Fernando ont lieu dans la Casa de la Panadería (es) de la Plaza Mayor de Madrid entre 1757 et 1774, et dans l'ancien Palais de Goyeneche (es) de la rue Alcalá jusqu'en 1847. Les candidats dessinaient en commun avec des peintres et des sculpteurs dans la salle de perspective et géométrie, et se présentaient également à celles de mathématiques. En 1841, l'ingénieur José Jesús De la LLave Rabanal (es) présente l'un des tout premiers plans d'études, Instrucciones sobre la educación de los ingenieros y arquitectos (« Instructions sur l'éducation des ingénieurs et architectes »).
En 1844, l'enseignement des beaux-arts est réformé : les disciplines sont divisées en architecture ; sculpture ; peinture et gravure. Cela permet l'apparition de lEstudio Especial de Arquitectura (« Atelier spécial d'Architecture ») dans la nouvelle Escuela de Nobles Artes (« École des Arts Nobles »). En 1845, un premier plan d'études spécifique conserve le dessin, les projets et les mathématiques, et augmente les matières scientifiques et pratiques, donnant au cursus un caractère technique qui s'est maintenu par la suite. En 1947, la nouvelle école s'installe partiellement dans le bâtiment du Collège impérial de Madrid, dans la rue des Estudios. En 1848, une école préparatoire est créée pour les spécialités d'architecte et d'ingénieur de chemins et mines (cette dernière étant supprimée en 1855). À la suite de la Loi Moyano, l'institution devient en 1857 l'Escuela Superior de Arquitectura (« École Supérieure d'Architecture »), dépend de l'Université centrale de Madrid et peut délivrer le titre officiel. De 1906 à 1932, les fonds bibliographiques de l'école sont amplifiés et rénovés grâce aux dons réalisés par l'ingénieur Moya et Juan Carlos Cebrián (es),.
À l'occasion des examens de juin 1936, l'école inaugure son nouveau siège dans l'avenue de Juan de Herrera, dans la Cité universitaire de Madrid (es), selon les projets de Pascual Bravo Sanfeliú (es). Elle souffrira malheureusement de nombreux dommages lors de la Guerre civile espagnole en étant située en première ligne de la bataille de la Cité universitaire de Madrid : elle perd de nombreux fichiers, meubles, fournitures, ainsi que la plupart de sa collection de reproductions en plâtre et ses fonds graphiques et bibliographiques,. Après être brièvement revenu à la rue des Estudios, le bâtiment, reconstruit, est inauguré à nouveau en 1942. Les briques qui composaient la façade étaient si endommagés qu'il a fallu les couvrir d'un plaqué de pierre, ce qui rend l'aspect du bâtiment différent des autres bâtiments de l'époque, dans la Cité universitaire.
Depuis lors, l'institution s'est préservée dans ce bâtiment, renommée en 1957 Escuela Técnica Superior (« École Technique Supérieure ») et intégrée en 1966 dans l'Institut Polytechnique de Madrid — devenu en 1971 l'Université polytechnique de Madrid actuelle.
Le plan d'études en vigueur est celui connu comme Plan 96, qui succède au Plan 75. Il est réalisé notamment d'après un audit de Kenneth Frampton Une polémique changement dans le plan d'études déterminé par le Processus de Bologne qui a commencé lors de l'année scolaire 2009-2010 concerne la majorité des universités européennes de l'Espace européen de l'enseignement supérieur.

### Aujourd'hui
En 2008, l'ETSAM organise et accueille les 4èmes Journées Européennes de la Recherche Architecturale et Urbaine (EURAU), qui a lieu chaque année dans une ville différente d'Europe. La rencontre s'articule autour des thèmes du paysage et de la culture, avec trois ateliers : Sur l'action / Paysages de la modernité, Sur la connaissance / Paysages du temps et Sur la formation / Paysages interdisciplinaires.
L'École technique supérieure d'architecture de Madrid est partenaire de CRAterre, le centre international de la construction en terre basé à Grenoble.

## Installations

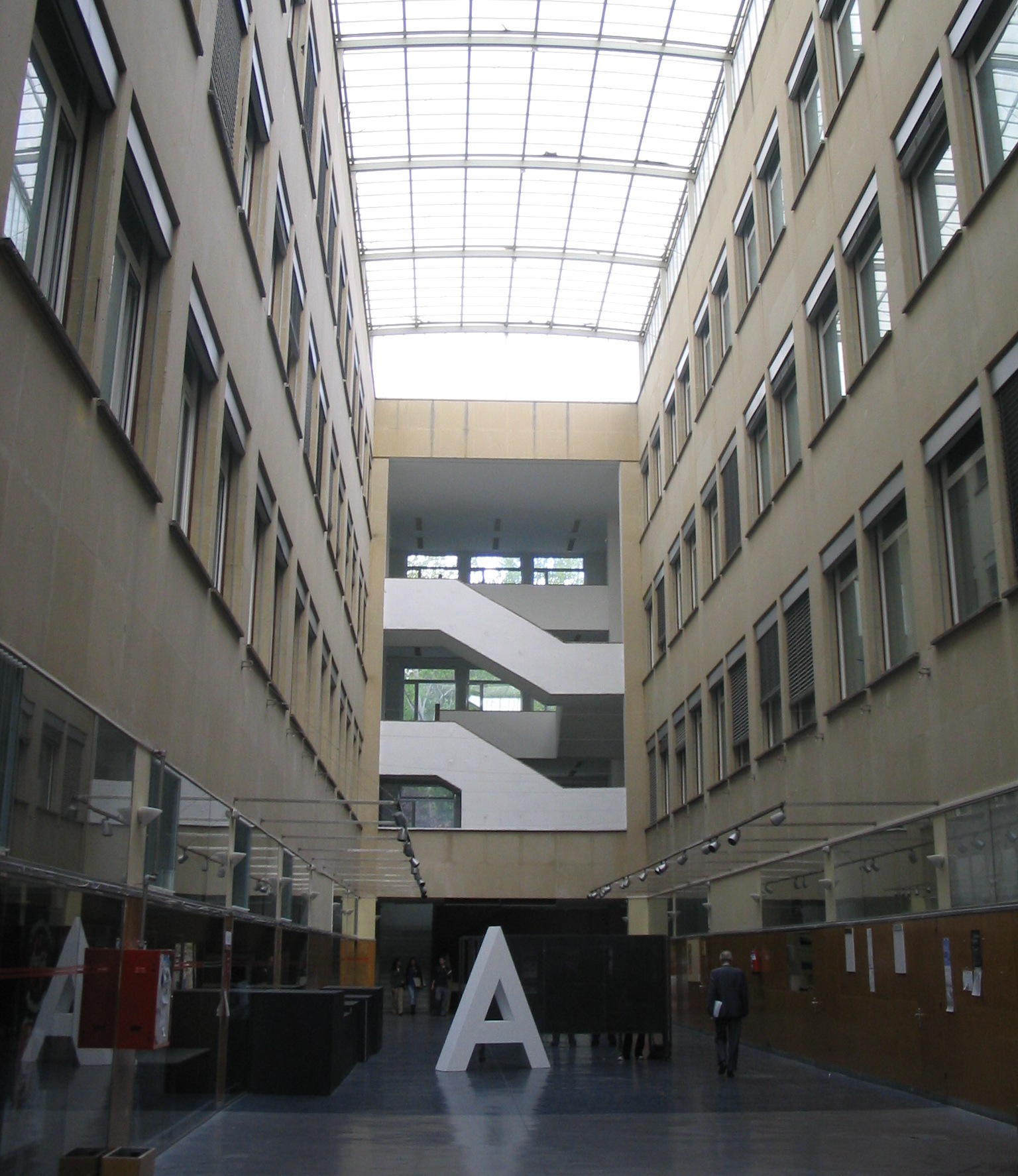
Espace diaphane de l'intérieur du pabellón nuevo de l'ETSAM.

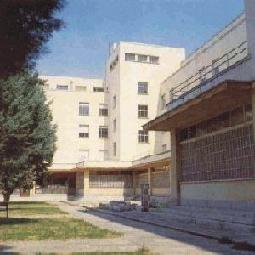
Façades qui donnent sur le jardin de ledificio viejo de l'ETSAM.

### Situation et accès
L'ETSAM se trouve dans la zone sud de la Cité universitaire de Madrid (es) dans le quartier central de Madrid, Moncloa-Aravacan et plus précisément dans l'avenue Juan de Herrera, no 4, près du centre omnisports sud, de l'École technique supérieure d'édification (es), de la Casa de Velázquez, du Musée du costume (es) et de la Faculté des Beaux-arts (es).
L'école est accessible par métro, avec la station Ciudad Universitaria de la ligne 6. Il est également possible d'y accéder par bus grâce à la compagnie Empresa Municipal de Transportes de Madrid (EMT), qui dessert l'université avec les lignes U, 46, 83 et 133.

### Installations
L'enceinte de l'école dispose de deux bâtiments qui cumulent 42 000 m2 de superficie utile, deux pistes de sport et deux parkings, l'un d'eux pour le personnel enseignant et l'autre pour les élèves. Le plus ancien et le plus grand des bâtiments, réalisé par Pascual Bravo Sanfeliú sous la supervision de Modesto López Otero (es), a la forme d'un U et possède un total de 6 étages, dont 2 en sous-sol. Pratiquement toutes les salles de cours y sont, ainsi que la salle polyvalente, la bibliothèque, le secrétariat, l'amphithéâtre, le centre de calcul et quelques laboratoires.
Près de l'ancien immeuble est ce qui est appelé le pabellón nuevo (« le nouveau pavillon »), construit plus tard et qui était destiné, originellement, à fournir exclusivement de nouvelles salles de classe, mais qui, aujourd'hui, ne possède que quelques salles, une cafétéria-restaurant, une papeterie technique, un service d'impression et de photocopies, une chapelle, la délégation d'élèves, une librairie et des salles de professeurs. Entre l'édifice et les deux pistes de sport se trouve un gymnase.
L'école possède une centaine d'ordinateurs, imprimantes et plusieurs laboratoires :
- Matériaux de construction
- Électrotechnique
- Mécanique du sol
- Acoustique
- Physique
- Installations
- Structures
- Atelier de maquettes
- Atelier de façonnage de pierre
- Centre de calcul
- Salle informatique

## Organisation

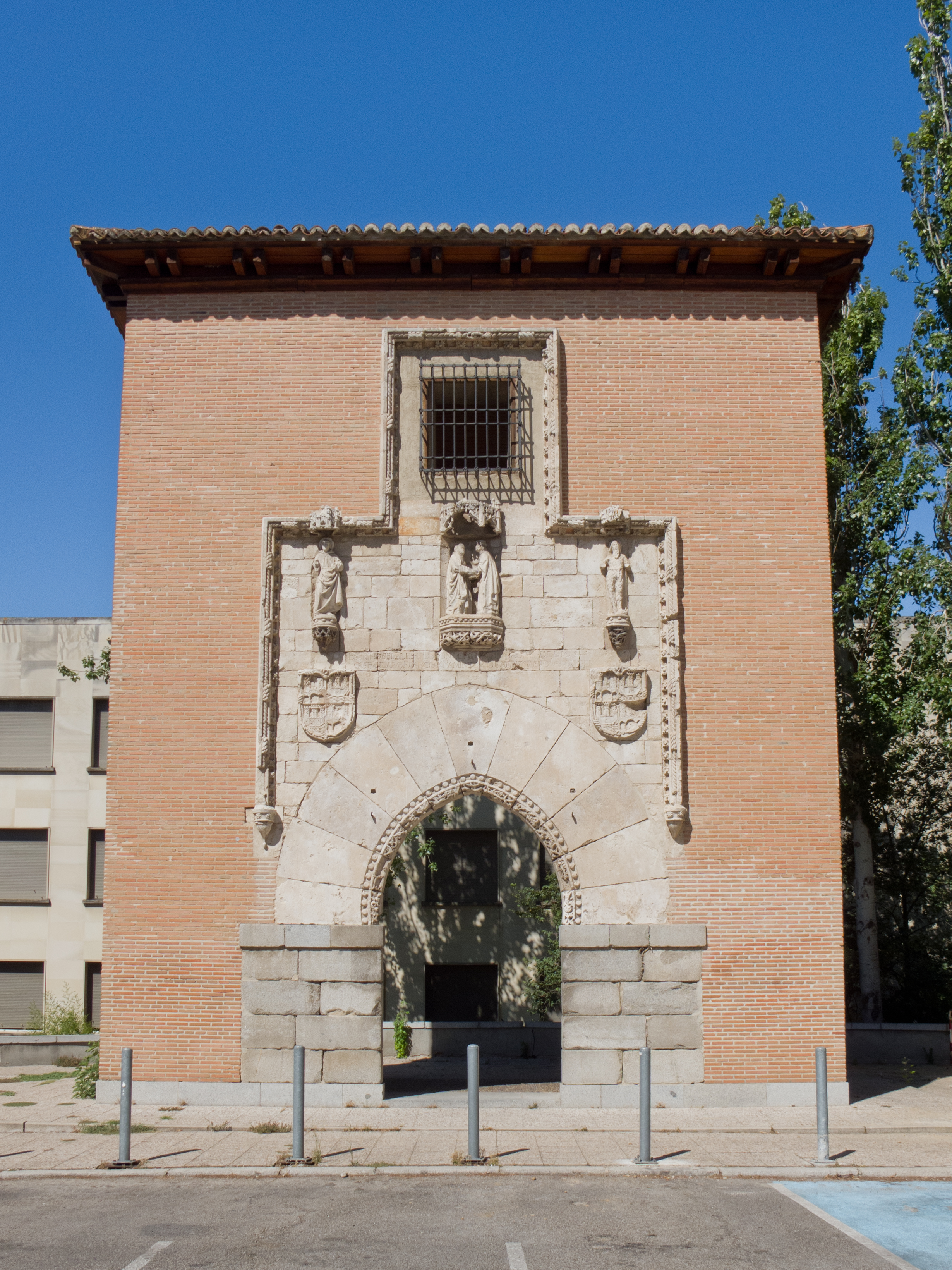
Entrée de l', dessiné par Enrique Egas. Cette construction a été transportée et reconstruite pièce par pièce dans l'enceinte de l'ETSAM.

L'école possède en 2012 environ 4 000 élèves, 1 000 étudiants du Projet de fin de carrière, 800 étudiants de troisième cycle, plus de 450 professeurs ou membres du personnel d'investigation et plus d'une centaine de membres du personnel d'administration.
Le directeur de l'école est Luis Maldonado Ramos, professeur de construction élu démocratiquement le 26 mai 2008,. L'équipe de direction est composé d'un secrétaire et de cinq sous-directeurs responsables de différents départements. Le Conseil de l'École est l'organisme composé de professeurs, élèves, collectifs de la communauté académique et du personnel de l'administration et des services qui se réunit trimestriellement et se charge d'élire l'équipe directive. L'organisation qui représente les élèves est la Délégation d'élèves.
Les départements universitaires qui organisent les matières à enseigner sont les suivants :
- Composition Architectonique
- Construction et Technologie Architectoniques
- Structures de l'édification
- Idéation Graphique Architectonique
- Physique et Installations Appliquées à l'Édification, à l'Environnement et à l'Urbanisme
- Mathématiques Appliquées à l'Édification, à l'Environnement et à l'Urbanisme
- Projets Architectoniques
- Urbanistique et Organisation du Territoire
- Linguistique Appliquée à la Science et à la Technologie

## Bibliothèque

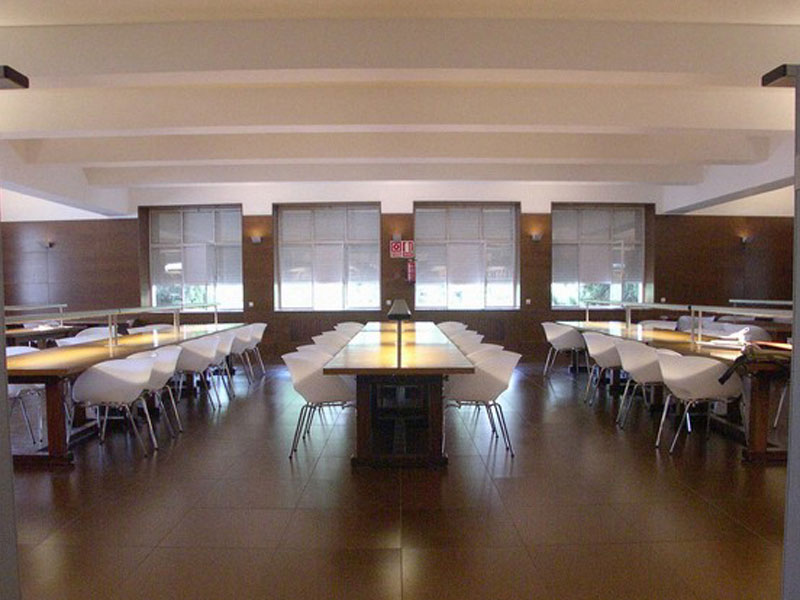
Salle de lecture de la bibliothèque de l'ETSAM.

La bibliothèque de l'École technique supérieure d'architecture de Madrid, qui occupe 1 200 m2 distribués sur deux étages, contient de nombreux et divers fonds qui vont des traités originaux de Le Corbusier, Sebastiano Serlio et Andrés de Vandelvira aux dernières revues d'architecture, en passant par les livres les plus influents de l'architecture moderne. La bibliothèque possède plus de 60 000 livres et 600 revues, une zone d'ordinateurs et d'autres de lecture et de magazines.
L'histoire de la bibliothèque de l'ETSAM remonte à la fondation de l'École Spéciale d'Architecture en 1844. Les premiers livres qui constituent ce premiers fonds bibliographique procèdent de quelques dons faits à l'Académie royale de San Fernando, de ses propres acquisitions et autres dons. L'augmentation du nombre d'ouvrages a été constante jusqu'aujourd'hui, passant de 20 000 exemplaires dans les années 1960 aux 60 000 actuels. Cette bibliothèque et celle du Collège Officiel des Architectes de Madrid (es) sont les principales bibliothèques d'architecture de la ville.

## Institut Juan de Herrera

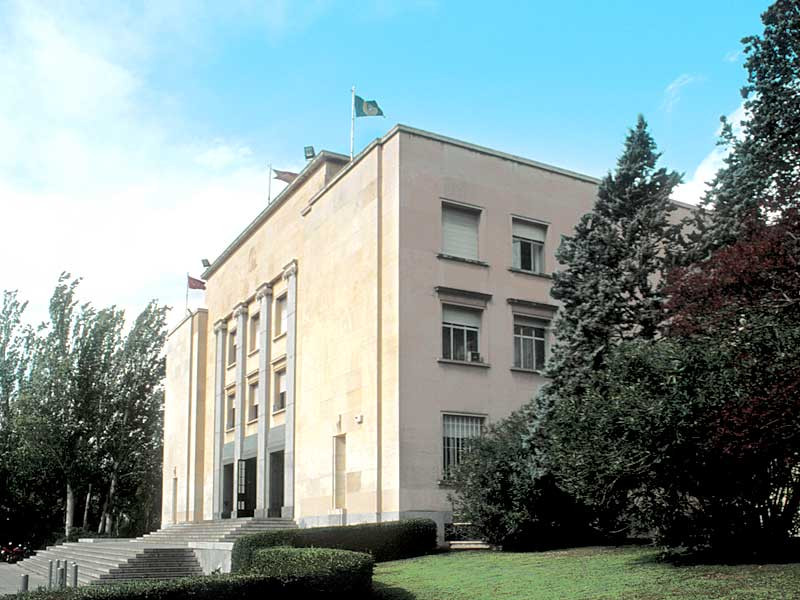
Entrée principale de l'école.

Le siège de l'ETSAM est située à l'Institut Juan de Herrera (es), organisme consacré au soutien et à la diffusion de l'architecture et à l'urbanisme au travers d'activités telles que l'investigation, la publication d'un fonds éditorial et l'organisation d'événements.

## Plan d'études

### LePlan 96
Le plan d'étude actuel, appelé Plan 96, a été approuvé par le Conseil d'École de l'ETSAM en session plénière célébrée le 27 mai 1996. Depuis lors, l'ancien Plan 75 a peu à peu disparu. Le Plan 96, homologué par le Conseil des Universités et publié dans le Bulletin officiel de l'État du 3 février 1996, alloue à son cursus 450 crédits, et a débuté lors de l'année scolaire 1996/1997. Le cursus se divise en cinq cours, chacun d'eux comprenant 2 quadrimestres indépendants : celui d'automne et celui de printemps. Les matières — qui durent tout un quadrimestre — peuvent être obligatoires, optionnelles (exclusives de l'ETSAM) et de libre choix (communes avec l'Université Polytechnique de Madrid). 55 des crédits alloués correspondent à des matières optionnelles. Une fois tous les cours finis, l'élève réalise le Projet de fin de carrière pour obtenir le titre d'Architecte. Le tableau des matières par cours et quadrimestre du Plan 96 est le suivant :
|                           | Premier quadrimestre (automne) | Second quadrimestre (printemps)                                                                                                |
| ------------------------- | --- | --- |
| Premier                   | Mathématiques 1 Dessin, analyse et idéation 1 Géométrie descriptive Introduction à l'architecture Systèmes constructifs                              | Projet architectonique 1 Dessin, analyse et idéation 2 Mathématiques 2 Fondamentaux et théories physiques Option               |
| Second                    | Projets 2 Dessin, analyse et idéation 3 Mathématiques 3 Histoire de l'art et de l'architecture Mécanique de solides et systèmes structurels          | Projets 3 Introduction à l'urbanisme Matériaux de construction Analyse de l'architecture                                       |
| Troisième                 | Projets 4 Construction, gros-œuvre Physique et mécanique des constructions Histoire de l'architecture et de l'urbanisme Option 1-2                   | Projets 5 Urbanisme, bases et projet Techniques de conditionnement environnemental et équipement Analyse de structure Option 3 |
| Quatrième                 | Projets 6 Construction, ouvrage d'intérieur Électrotechnique, technique d'éclairage et communication Composition architectonique Option 1 Option 3-4 | Projets 7 Urbanisme, planification Installations et services techniques Dimensionnement de structures Option 2                 |
| Cinquième                 | Projets 8 Projet et exécution d'installations Projet et exécution de structures Métier de l'architecte Option 1 Option 3-4                           | Projets 9 Organisation territoriale et métropolitaine Jardinerie et paysage Mécanique du sol et cimentations Option 2 Option 3 |
| Projet de fin de carrière | | |

### Troisième cycle
L'école délivre différents titres de troisième cycle. Pour accéder à ceux-ci, il faut auparavant obtenir le diplôme d'architecte. Les études de troisième cycle peuvent être de doctorat ou de postgrade. Les études de doctorat s'organisent en programmes. Chacun d'eux contient un ensemble de matières d'une certaine unité et affinité qui définissent la spécialité du doctorat. Le postgrade se divise en deux masters (à choisir parmi 9 masters) et en cours de spécialisation (parmi 15).

## Anciens élèves célèbres
- Ignacio Araujo (es)
- Carlos Arniches Moltó (es)
- Ricardo Aroca Hernández-Ros (es)[18]
- Carlos Arroyo
- Francisco de Asís Cabrero (es)
- José Miguel Ávila Jalvo (es)
- Pedro Bidagor (es)
- Alberto Campo Baeza
- Félix Candela
- Julio Cano Lasso (es)
- Ignacio de Cárdenas Pastor
- Javier Carvajal Ferrer (es)
- Fernando Chueca Goitia (es)
- José Antonio Corrales (es)
- Francisco de Cubas
- Antonio Fernández Alba (es)
- José Luis Fernández del Amo (es)
- Eugenio Fernández Quintanilla (es)[19]
- Luis Ferreres Soler (es)
- Miguel Fisac
- Juan Daniel Fullaondo (es)
- Jerónimo de la Gándara (es)
- Fernando García Mercadal (es)
- Ángela García de Paredes
- Luis Javier Gayá
- Javier González de Riancho (es)
- Juan Herreros (es)
- Fernando de Higueras
- Francisco Íñiguez (es)
- Andrés Jaque
- Francisco Jareño y Alarcón (es)
- Luis Lacasa Navarro (es)
- Rafael de La-Hoz Arderius (es)
- Rafael de La-Hoz Castanys (es)
- María Francisca Lage de la Fuente
- Guillermo Langle Rubio (es)
- Modesto López Otero (es)
- Eduardo Mangada (es)
- Eloy Maquieira (es)
- Jesús Martínez del Vas (es)
- Fernando M. García-Ordóñez (es)
- Rafael Moneo
- Luis Moreno Mansilla
- Jesús Aparicio Guisado (arz)
- Pedro Muguruza
- Juan Navarro Baldeweg (es)
- Fuensanta Nieto
- Antonio Palacios Ramilo
- Joaquín Rucoba
- Francisco Javier Sáenz de Oiza
- Manuel Sánchez Arcas (es)
- Gustavo Scheps (es)
- Federico Soriano (es)
- Alejandro de la Sota
- Javier López de Uribe (es)
- Leopoldo Torres Balbás (es)
- Emilio Tuñón Álvarez
- Matilde Ucelay
- Salvador Valeri i Pupurull
- Ramón Vázquez Molezún (es)
- Alejandro Zaera Polo

## Professeurs notables
- Iñaki Ábalos (es)
- Jesús Aparicio Guisado (es)
- Alberto Campo Baeza
- Manuel de las Casas
- Santiago Huerta Fernández (es)
- Juan Herreros (es)
- Luis Moreno Mansilla
- Juan Navarro Baldeweg (es)
- José Miguel de Prada Poole (es)
- Federico Soriano (es)
- Emilio Tuñón Álvarez
- Manuel Blanco[20]
- Javier Ruiz[20]